# A.E.I.O.U.

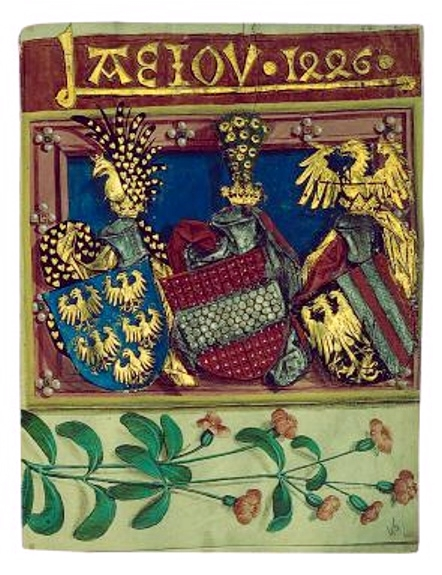
Buchmalerei in der Handregistratur König Friedrichs IV., 1446

A.E.I.O.U. ist ein habsburgischer Wahlspruch, den Kaiser Friedrich III. (1415–1493) als Signatur bzw. Devise auf seinem Besitz anbringen ließ. Seine Bedeutung wird bis heute kontrovers diskutiert.

## Verbreitung
Man findet die Devise auf Friedrichs Tafelgeschirr, seinem Wappen sowie auf Bauwerken, wie der Burg in Wiener Neustadt, dem Linzer Schloss sowie an Dom und Burg in Graz, wobei letztere bereits während seiner Regentschaft als Herzog der Steiermark angebracht wurde. Auch in Triest und Meran und anderen ehemals habsburgisch beherrschten Gebieten Europas ist sie zu finden. Selbst in Rom existiert ein Wappenstein an einem zum Komplex von Santa Maria dell’Anima gehörenden Gebäude, der neben dem kaiserlichen Wappen das A.E.I.O.U. Friedrichs zeigt und den Kaiser so in der Ewigen Stadt verewigt. Allein in Wiener Neustadt ist die Devise nicht weniger als 57 Mal auf Gebäuden und Gegenständen nachgewiesen. Auch im Aachener Dom ist die Inschrift abgebildet. Zahlenmäßig am Häufigsten erscheint die Buchstabenfolge auf Siegeln Friedrichs III. Die Devise hat seit dem 16. Jahrhundert immer wieder das Interesse der Gelehrtenwelt gefunden und ist auch in jüngerer Zeit Gegenstand einer teils sehr regen Forschungsdiskussion.
Unter Erzherzogin Maria Theresia wurde dieser Wahl- und Eignungsspruch auch im Wappen und auf dem Gebäude der weltältesten Militärakademie (1752) in Wiener Neustadt angebracht. Er ziert noch heute das Wappen der Akademie und die Siegelringe ihrer Absolventen, der Jungoffiziere.
Des Weiteren ziert er als Intarsie, gemeinsam mit den Wappen Österreichs, das Kreisky-Zimmer im Bundeskanzleramt am Ballhausplatz. Aufgrund ihrer häufigen Verwendung kann die Buchstabenfolge als nationales Symbol Österreichs angesehen werden. Sie gilt zudem als die vielleicht bekannteste Devise des Mittelalters und der Frühen Neuzeit.

## Bedeutung

### En-Amor-Distichon
Die Interpretation als so genanntes Prachtstück bzw. als ein den heraldischen Regeln folgendes königlich-richterliches Wappenmotto mit biblischem Bezug (amor electis iniustis ordinor ultor) wurde von Konstantin Langmaier vertreten. Da das A.E.I.O.U. das Hofgerichtssiegel und damit ein Reichssymbol zierte, schloss er im Zusammenhang mit Rechtsdokumenten populärere Deutungsmöglichkeiten inoffizieller Art aus, die einen ausschließlichen Bezug zur Herrschaft in Österreich herstellen. Er folgte dabei Forschungen des Rechtshistorikers Friedrich Battenberg und wies darauf hin, dass Urkunden des königlichen Hofgerichts überwiegend mittel- und norddeutsche, jedoch kaum süddeutsche oder österreichische Empfänger hatten, was ein Österreichbezug auf diesen Siegel wenig plausibel erscheinen lässt.
2023 präsentierte Langmaier weitere Forschungen zum Distichon. Er verzichtete dabei bewusst auf die Vorstellung einer weiteren These oder Deutung, indem er das A.E.I.O.U. nicht als zu entschlüsselndes Rätsel auffasste, sondern als stemmatologisches Überlieferungsproblem.
Aufbauend auf dem Grundgedanken, dass es sich beim A.E.I.O.U. um keine herkömmliche Traditionsquelle handelt, ging er von der Annahme aus, dass jeder Auslegungsvariante des Akronyms eine eigene Überlieferungsgeschichte theoretisch zugrunde liegt. Da sich ein Beweis im eigentlichen Sinn aufgrund einer unzureichenden Quellenbasis nicht erbringen lässt, ging er indizienorientiert vor, indem er ausführlich auf die Rezeption einging, welche die Authentizität des Distichons bei den Zeitgenossen des 15. Jahrhunderts belegt. So sind neun Handschriften und ein Druck nachweisbar, in denen das Distichon überliefert ist (Entstehungszeitraum: 1437 bis 1494). Fünf dieser Quellen wurden in der Forschung nicht berücksichtigt, missverständlich wiedergegeben oder in sachfremden Zusammenhängen erwähnt. Alle Erwähnungen stehen in einem überlieferungsgeschichtlichen Gesamtzusammenhang.
Das Kürzel besteht demnach aus den Initialen von fünf Worten, welche in einen längeren lateinischen Satz zur Legitimation eingebettet sind:

„En, amor electis, iniustis ordinor ultor; sic Fridericus ego mea iura rego.
Seht, zur Liebe bin ich den Erwählten, den Ungerechten zum Bestrafer eingesetzt, so übe ich, Friedrich, meine Rechte aus.“

Diese Deutung war schon länger bekannt, sie wurde aber von dem Philologen Johann Huemer sowie dem einflussreichen österreichischen Mittelalterforscher Alfons Lhotsky als eine selbständige Erfindung des Znaimer Notars Nikolaus Petschacher, eines vermeintlichen Rates von Kaiser Friedrich III., eingestuft, der das Distichon 1445 im Auftrag mährischer Städte in einem Gedicht verwendet hatte. Langmaier hingegen konnte auf Basis quellenkritischer Argumente belegen, dass die En-amor-Wortfolge (ein Distichon) bereits ab 1437 in Handschriften Herzog Friedrichs erscheint. Die Behauptung Huemers stellte sich somit als unbegründet und folgenschwer für die weitere Diskussion heraus, da der terminus post quem des Distichons von der Forschung implizit auf 1445 angesetzt wurde und somit als nachträgliche Schöpfung angesehen wurde. Das sei deshalb wichtig, weil der Kaiser sich in einer früher entstandenen, aber falsch interpretierten Quelle ganz ausdrücklich gegen die Austria-Variante aussprach. Die en-amor-Variante sei früher entstanden.
Langmaier revidierte Lhotskys bis dahin forschungsbestimmende Meinung, der das Distichon als wenig geglückt ansah und davon ausging, dass es „überhaupt nicht gut überliefert“ sei.
Er zeigte, dass das en-amor nicht zeitlich beschränkt, sondern über die gesamte Regierungszeit Friedrichs Verwendung fand. Es war Gegenstand eines bewusst vollzogenen, kontinuierlichen Rezeptions- bzw. Überlieferungvorgangs, der sich nicht zufällig abspielte, sondern teilweise gelenkt vonstattenging und sich damit nicht grundlos in zahlreichen Quellen niederschlug, ein Umstand, der aus seiner Sicht den Autentizitätscharakter des A.E.I.O.U. bei den Zeitgenossen Friedrichs sehr wahrscheinlich macht, so dass die bisherige Frage, ob das Distichon die ursprüngliche Bedeutung des A.E.I.O.U. war, in den Hintergrund gerückt wird.
So trug der Kaiser das Distichon nach 1437 auf der zweiten Seite seines privaten Notizbuches ein (also bald nach dessen Anlage). Ferner wies Langmaier auf Zeitzeugenberichte des 15. Jahrhunderts hin, die das Vokalzeichen entsprechend deuteten. Ein unbekannter, dem Hof Friedrichs nahestehender Chronist habe um das Jahr 1440 das entsprechende Distichon auf einem Prachtschrank des Kaisers gesehen und dies als die richtige Deutung bezeugt. Aus historischen Quellen lasse sich belegen, dass Friedrich stets alternative Lesarten zugelassen habe, die offizielle Variante jedoch ins Gedächtnis rufen ließ, wenn seinem Ruf nicht zuträgliche Auslegungen kursierten. Langmaier verwies zudem auf eine Textstelle in einem vorher in diesem Zusammenhang nicht beachteten Druck, dem Marienpsalter des Klosters Zinna in der Mark Brandenburg. Dieser entstand im Rahmen der Ausbreitung der mehrere tausend Mitglieder umfassenden Kölner Rosenkranzbruderschaft, deren prominentestes Mitglied der Kaiser war.
Er war vom Kaiser persönlich begutachtet und von der kaiserlichen Kanzlei in dessen direktem Auftrag 1493/94 autorisiert bzw. zensiert worden, die das A.E.I.O.U. selbst auf ihren Siegeln führte und somit ein elementares Interesse an dessen richtiger Auslegung haben musste.
Da Friedrich III. die kostspielige und sehr aufwändige Drucklegung zwar noch bewilligte bzw. mitbegleitete, bald darauf jedoch hochbetagt verstarb, stellt die Vorrede des Werkes einen Nachruf, eine Zusammenfassung seines Lebens und damit ein Resüme der Herrschaftsauffassungen des Kaisers dar.
Im Vorwort des an eine breitere Öffentlichkeit gerichteten, mehrmals redigierten Druckes werden die Tugenden und Vorzüge des Kaisers gepriesen, welche dieser zu Lebzeiten an den Tag legte. In diesem Zusammenhang wird die Devise als Wappenspruch propagiert. Der Fund beweist, dass die Devise von den Zeitgenossen dezidiert als heraldisches Symbol angesehen wurde. Entscheidend dabei ist, dass es sich dabei um die einzig bekannte historische Quelle handelt, die das A.E.I.O.U. offiziell erklärt, was kein Beweis ist, aber ein wichtiges Indiz dafür liefert, dass das Distichon im Zweifelsfall anderen Auslegungen vorgezogen wurde. Die auch in der jüngsten Literatur noch geäußerte Auffassung, dass der ursprünglich eine Auflage von 400 bis 500 Stück umfassende Druck in Zinna entstanden sei, wird in der Forschung nicht mehr vertreten. Der Druckort war vermutlich Lüneburg, die Herstellung kein alleiniges Werk des Zinnaer Klosters.
Nicht zuletzt daraus folgert auch Gernot Peter Obersteiner, „dass es sich bei Lhotskys Erkenntnis um einen für den weiteren Forschungsdiskurs folgenschweren Forschungsirrtum gehandelt hatte“. Von einem mystischen Rätselspruch sei nicht auszugehen, sondern von der Adaption französisch-burgundischer Vorbilder. Der Fund belege, dass das A.E.I.O.U. unabhängig vom ursprünglichen Sinngehalt nicht als österreichische „Staatsdevise“ oder als „mystisches Monogramm“ (Alphons Lhotsky) zu deuten sei, sondern als ein direkt auf Friedrich III. bezogenes Zeichen, das unmittelbar westeuropäischen Vorbildern folge.
Langmaier stellte zudem die Vermutung auf, dass die um 1440 entstandene, im Notizbuch Friedrichs III. belegte Auslegung Austriae est imperare omni universo von Friedrichs eigenem Protonotar Heinrich Leubing stammte, der anlässlich seiner Wahlrede für Friedrich davon gesprochen hatte, dass die „Herrschaft über den gesamten Erdkreis“ dem Haus Österreich zufalle (mit Verwendung der exakt gleichen lateinischen Wörter, allerdings in anderer Reihenfolge). Der als offizielles Hoheitszeichen fungierende Wappenzusatz sei u. a. deshalb notwendig geworden, weil sich die Habsburgerdynastie stark verzweigt hatte und der habsburgische Bindenschild als Unterscheidungsmerkmal nicht mehr ausreichte.

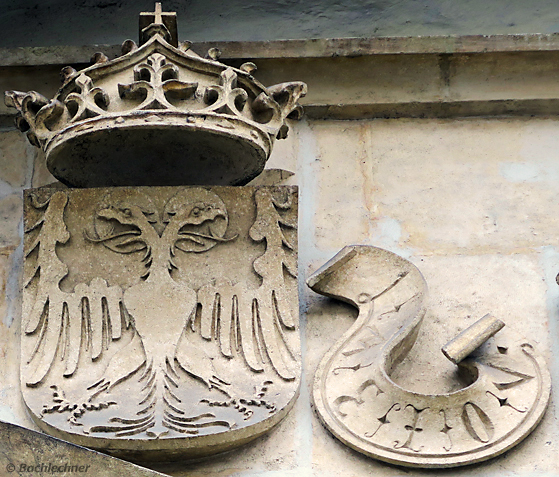
Das A.E.I.O.U. als heraldischer Wappenzusatz am Grazer Dom

Da im persönlichen Notizbuch Friedrichs nur drei Auslegungsmöglichkeiten eingetragen wurden, von denen zwei auf die universale Königsherrschaft des Hauses Österreich anspielen (terminus post quem: 1440), bleibt das in verschiedenen Versionen variierte Distichon aus Überlieferungsgründen als einzige präferierte Variante mit dem terminus ante quem 1440 übrig. Liegt dieser Schluss nahe, lässt es Langmaier in seinem Aufsatz offen, ob es sich beim Distichon tatsächlich um den ursprüngliche Wahlspruch Kaiser Friedrichs gehandelt habe. Er argumentiert indirekt, indem er auf die bemerkenswert lange Verwendung der en-amor-Variante hinweist und die Tatsache, dass sich die Zeitgenossen in Zweifelsfällen für diese entschieden, dieso also in bestimmten Fällen bevorzugten, ohne dass die übrigen Auslegungen deswegen a priori keine Verwendung fanden.
Der Mittelalterhistoriker Jörg Schwarz, der wenige Monate zuvor eigene Forschungsergebnisse zum A.E.I.O.U. auf einer Fachtagung der Monumenta Germaniae Historica vorgestellt hatte, ohne den Druck zu kennen, zog die Ergebnisse Langmaiers in einem FAZ-Artikel mit dem Titel Alle Entschlüsselung Ist Offenbar Ungewiss in Zweifel. „Obwohl der Beleg im Zinnaer Druck nicht uninteressant ist, wird man bezweifeln dürfen, dass mit ihm der Nachweis erbracht wurde, dass es sich bei den wiedergegebenen Versen um die ursprüngliche Absicht Friedrichs III. handelt, denn die Auflösung der Vokalfolge durch En amor“ sei u. a. „durch das Notizbuch Friedrichs schon lange vorher bezeugt“. Schwarz spricht dezidiert von einer „Fünf-Vokal-Signatur“. Es habe seit der Erstellung des Notizbuches Friedrichs, also seit 1437, die Austriae-est-imperare und Alles-Erdreichvariante als Alternativen gegeben. Ferner folgte er der bisherigen Forschung, indem er die Datierung des A.E.I.O.U. in die 1440er Jahre verlegte. Er behauptete zudem, dass der Nachweis, dass das en amor keine Erfindung Petschachers sei, für die Forschungsdiskussion irrelevant sei. Er bezweifelte, dass die Erwähnung bzw. Erklärung des A.E.I.O.U. im von der römischen Kanzlei Friedrichs „zensierten“ (wörtlich: „cancelleria examinatum“) Zinnaer Druck die ursprüngliche und offiziell gültige Auslegung gewesen sei. Auch müsse überprüft werden, ob Eintragungen des en amor in Friedrichs Büchern und Handschriften tatsächlich von diesem selbst stammten. Als Lösung schlug er vor, dass der Bedeutungsgehalt des Leibspruches, variabel gewesen sei, was in der europäischen Heraldik ungewöhnlich wäre. U.a. käme auch die Auslegung „omnia temporum tempus habent“ („alles hat seine Zeit“) als Auflösung des Akronyms in Frage. Schwarz geht von einem Rätsel bzw. einer gezielten Mystifizierung des A.E.I.O.U. aus: „Vieles an der Geschichte des AEIOV ist und bleibt rätselhaft – und das sollte auch offensichtlich auch ganz bewusst so sein und kann als solches auch kaum weiter überraschen.“
Auch der Historiker Franz Fuchs, der an der Tagung ebenfalls teilgenommen hatte, äußert sich kritisch über Langmaiers Beitrag Zur Devise Kaiser Friedrichs III. „Das Distichon“ stehe „seit seiner Entdeckung im frühen 19. Jh. geradezu im Zentrum der Diskussion“. Zudem weist er auf aus seiner Sicht beträchtliche „handwerkliche Mängel“ (Transkriptionsfehler, Metrik-Fehler, Unkenntnis einschlägiger Sekundärliteratur) in Langmaiers Aufsatz hin und hält dessen Deutung des Zinnaer Marienpsalters für die Auslegung der fünf Vokale für weit überzogen. „Die Erwähnung sagt nur aus, dass diese Auflösung dem Autor bekannt war und von der Kanzlei des Herrschers, der das Marienpsalterium vor dem Druck zugeschickt worden war, gebilligt wurde.“ Bezüglich des Entstehungskontextes des Marienpsalters geht Fuchs von einer Planung eines Druckes in Zinna bzw. von einer Drucklegung durch eine Zinnaer Offizin aus. Die Redaktion des Textes einschließlich seines Vorwortes erfolgte ihm zufolge im Kloster Zinna.
Andreas Zajic kam in seiner Arbeit „(N)immer wieder AEIOV?“ ebenfalls zu dem Schluss, dass „der Neuigkeitswert von Langmaiers Überlegungen“ „nach dem Gesagten eng begrenzt“ ist. Das „adaptierte Zitat von Friedrichs metrischer Auslegung des AEIOV/aeiov/u gilt Langmaier als Beweis dafür, dass das En-amor-Distichon eben die einzige und authentische Version des Kaisers war.“ „Erst im Nachhinein“ sei jedoch „das bildhafte AEIOV/aeiov/u mit einer textlichen Botschaft aufgeladen“ worden, „und dies“ gelte „ganz besonders für das En-amor Distichon.“ Zajic bestreitet, dass es sich beim A.E.I.O.U. um ein heraldisches Zeichen handelt und begründet dies damit, dass das Akronym fast immer mit „mit der punktbesetzten Schleife links neben und unter den Vokalen“ abgebildet sei, was gegen eine Wappendevise spreche. Dies sei essentiell für die Deutung des A.E.I.O.U.
Da Langmaier zeitgleich eine weitere Arbeit zum A.E.I.O.U. veröffentlichte, die den Blick auf neue, weitgehend unbeachtete Quellen richtet, steht eine endgültige Bewertung aus. Ein zentrales Problem innerhalb der regen Diskussion spielt nach Romedio Schmitz-Esser der Umstand, „dass nach der Funktion der Buchstabenfolge letztlich nicht gefragt worden ist.“ Maßgeblich bleibt bis heute die Meinung Lhotskys, welcher seine Forschungen weitgehend auf Quellen österreichischer Herkunft aufgebaut hatte. Einigkeit darüber, ob es sich bei dem Akronym um ein heraldisches Prachtstück oder ein von der Heraldik unabhängiges, eigenständiges Motto handelt, existiert nicht. Mögliche Einflüsse der französischen Heraldik wurden bisher nicht in Erwägung gezogen. Erschwerend wirkt sich dabei aus, dass die deutschsprachige Forschung im Zusammenhang mit dem A.E.I.O.U. die heraldischen Begriffe Devise und Wahlspruch weitgehend unkritisch verwendet, ohne zu klären, was diese von normalen Herrschermaximen unterschied. Auch ist unklar, welcher Tradition fürstlicher Selbstdarstellung das A.E.I.O.U. folgte.
Geht Jörg Schwarz von einer Überlieferung des en-amor in mindestens sechs Quellen aus, weist Langmaier zehn Stellen nach. Er vertritt die Ansicht, dass das A.E.I.O.U. kein rein individuelles Zeichen im eigentlichen Sinn war, sondern ebenso von Parteigängern auf Privatsiegeln als Wappenzusatz genutzt wurde, die weit entfernt von den Erblanden residierten. So ziert das A.E.I.O.U. das Siegel der Äbtissinnen von Ribnitz aus dem Geschlecht der Mecklenburger Herzöge (dort in Kombination mit dem zungestreckenden Mecklenburger Ochsen).
Das ist deshalb bemerkenswert, da dem Urteil des Kunsthistorikers Eberhard Schenk zu Schweinsberg zufolge „Frauen, selbst fürstliche“ wegen des „willens- und kampfgeladenen“ Charakters von Devisen „nur selten an dieser Sitte teilnahmen“. Der Bezug zum Haus Österreich sei bei einer Distanz von mehr als tausend Kilometer zudem unwahrscheinlich. Die Nachricht eines bayerischen Chronisten, dass der Kaiser die Vokale als Zeichen seiner Reichsherrschaft und seiner Anhängerschaft benutzt habe (duxit pro signo sui regno Romanorum et famulorum suorum quinque vocales aureas), stützt diese Beobachtung.
Ferner geht Langmaier der Frage nach, welcher Personenkreis mit der Erfindung des Akronyms betraut gewesen sein könnte. Eine Persönlichkeit, die dabei eine Rolle gespielt haben könnte, ist seiner Meinung nach der damalige Herold „Österreich“, Heinrich von Heessel, der das en-amor auf der ersten Seite seines Wappenbuches neben dem A.D.C.I.P. des Ladislaus Postumus als demonstrative Federprobe hinterließ. Der besondere Vertraute Friedrichs III wirkte als oberster Herold des gesamten Turnierbezirks des deutschen Adels. Als Wappenkönig der Ruwieren, ranghöchster Herold unter Kaiser Sigismund, Friedrich III., und Herzog Philipp der Gute von Burgund galt Heinrich als einer der angesehensten Wappenexperten Europas, dessen Urteil bezüglich Herrscherzeichen und Devisen als verbindlich galt. Von Bedeutung sei dies deshalb, weil der Brauch, Prachtstücke über und unter den Wappen zu führen, aus Westeuropa kam und damals im Reich noch kaum verbreitet war. Dabei sei zu beachten, dass ein Kollege Heessels, der sich damals ebenfalls in habsburgischen Diensten befand, aus dem französischsprachigen Raum gekommen sei. Die Stelle im Zinnaer Marienpsalter sieht er als Indiz für diese These, da dort das A.E.I.O.U. ausdrücklich als integraler Bestandteil der arma (=Waffen/Wappen) genannt würde. Die Verbindung von Devise und Wappen sei obligatorisch und selbst dann mitzudenken, wenn das Wappen wegfalle. Tatsächlich wird das A.E.I.O.U. sehr häufig den heraldischen Regeln entsprechend mit kaiserlichem Wappen und stilisiertem Kriegsbanner dargestellt. Auch auf Kriegsflaggen sei der „cri de guerre“ nämlich abgebildet gewesen. Den rechteckigen Winkel mit punktbesetzter Schleife interpretiert er deshalb als stilisierte Fahne.
Er schließt zudem die Möglichkeit nicht aus, dass der zweite Vers des Distichons erst nachträglich hinzugefügt worden sei. So existiere eine auffällige Parallelität deutlich älterer epigrammatischer Sprüche früherer europäischer Herrscher (Anglica regna rego, rex reverendus ego bzw. Norica regna rego, nomine Magnus ego) zum Sic Fridericus ego (rex) mea rengna rego.

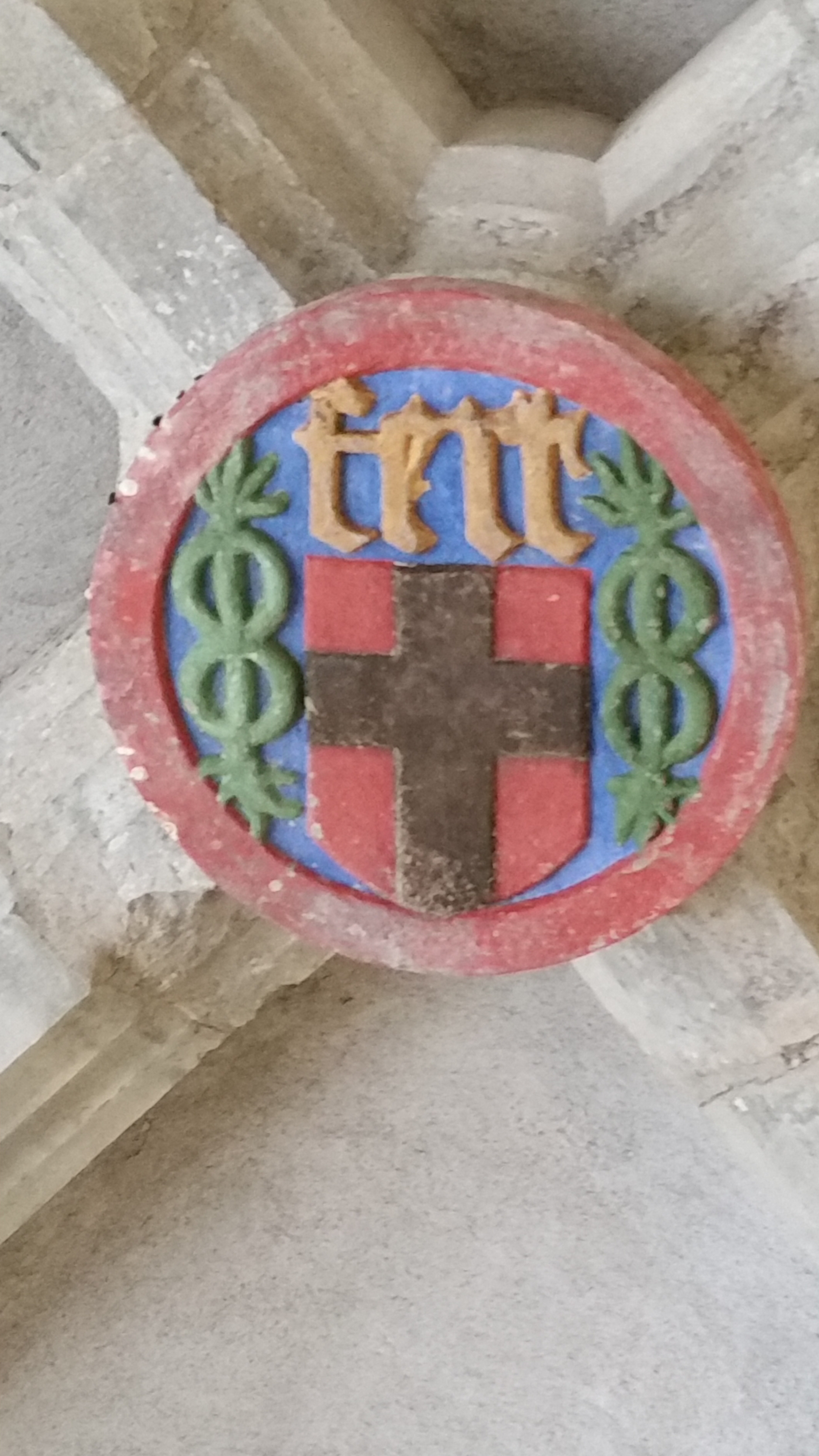
FERT: Die Devise Amadeus' VI. von Savoyen (1334–1383)

Die aus seiner Sicht scheinbare Variabilität des Akronyms sieht er mit Berufung auf den Schweizer Sprachwissenschaftler Ferdinand de Saussure in der Arbitrarität des Zeichens begründet, der mangelnden perspektivischen Unterscheidung „zwischen Unbekanntem, Erkanntem und Bekanntem“, die am Ende – ähnlich wie bei modernen Akronymen – „zu einem sich ständig steigernden ,Überschallenʻ und Überlagern der ursprünglich emittierten Botschaft“ beigetragen habe und damit zur Illusion eines Rätsels. Dies habe zur Verwirrung bei außenstehenden Rezipienten geführt und sei der Grund für über 300 Deutungen gewesen. Der Vorgang sei keineswegs von Anfang an beabsichtigt gewesen. Die Gefahr einer Fehldeutung eines Akronyms liege in der medialen Besonderheit eines solchen Zeichens begründet. „Zentrale Absicht“ sei „es dabei weniger, den Rezipienten über den eigentlichen Sinngehalt zu informieren.“ Vielmehr sei es das Ziel, „den öffentlichen Raum zu besetzen, indem eine kurze und einprägsame Zeichenfolge geschaffen“ werde, „welche für Außenstehende unmittelbar erfahrbar ist“.
Dem A.E.I.O.U. liege kein Enigma zugrunde. Der Kaiser habe vielmehr Deutungen übernommen, die seinem Ansehen nutzten, für sich selbst aber nur eine gelten lassen. Auch das A.D.C.I.P. habe ähnlich dem A.E.I.O.U. oder dem savoyischen FERT mehrere Auslegungen erfahren. Jedoch sei aus den Quellen bekannt, dass auch Ladislaus für sich selbst nur eine akzeptiert habe.
Unter Berufung auf Schweinsberg kommt er zu folgendem Urteil: „Der Sinn und Zweck eines Akronyms besteht v.a. darin, eine komplexe Botschaft auf ein einfach zu merkendes Symbol zu reduzieren, um dessen Rezeption zu erleichtern. Genau aus diesem Grund scheint es nicht plausibel, dass bei der Erfindung des A.E.I.O.U. Doppeldeutigkeiten intendiert waren. Diese ergaben sich eher daraus, dass griffigere Deutungen rasch größere Popularität gewannen.“

### Populäre Deutungsversuche
Bereits Zeitgenossen Friedrichs – so Conrad Grünenberg um 1480 – beschäftigte die Deutung der Zeichen. Vom Historiker Alfons Lhotsky stammt eine Zusammenstellung von 86 der über 300 bekannt gewordenen Deutungen; einige davon lauten wie folgt:
- Austriae est imperare orbi universo (es ist Österreich bestimmt, die Welt zu beherrschen)
- Austria erit in orbe ultima (Österreich wird bestehen bis ans Ende der Welt)
- Austria est imperio optime unita (Österreich ist durch sein Reich bestens vereint)[34]
- Austria est imperium optime unitum (Österreich ist ein aufs Beste geeinigtes Reich)[35]
- Augustus est iustitiae optimus vindex (der Kaiser ist der beste Beschützer der Gerechtigkeit)
- Austria est imperatrix omnis universi (Österreich ist die Beherrscherin der ganzen Welt)
- Während der Besetzung Wiens unter dem ungarischen König Matthias Corvinus (1485) pflegten die Wiener folgende Interpretation: Aller erst ist Österreich verloren[36]
- Alles Erdreich ist Österreich untertan (16./17. Jahrhundert)
- Eugen Rosenstock-Huessy (1888–1973) bot 1951 die Lesart: Austria Europae Imago, Onus, Unio – Österreich als Europas Ebenbild, Belastung und Zwang zur Einigung.

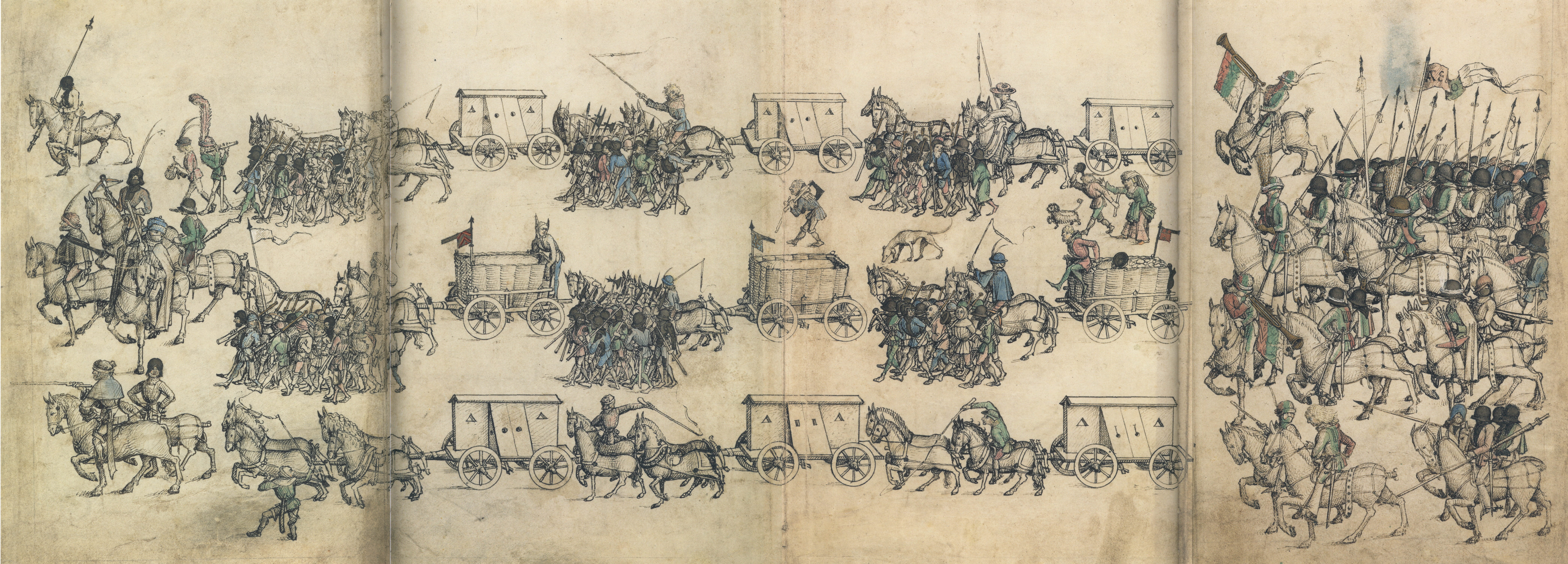
A.E.I.O.U. Hausbuch Wolfegg: Heereszug mit Fahne (rechts)
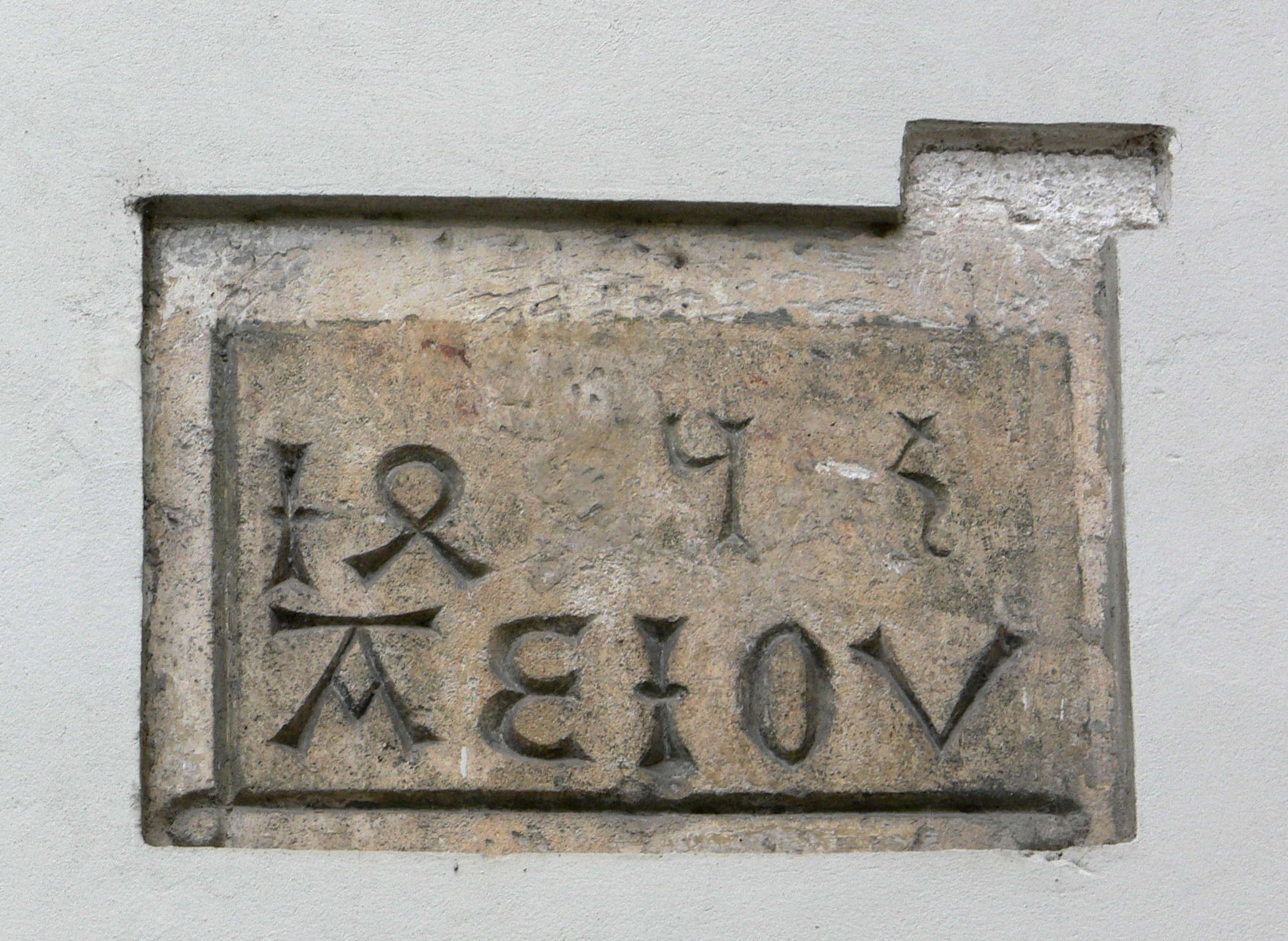
Inschrift an der Grazer Burg, 1453
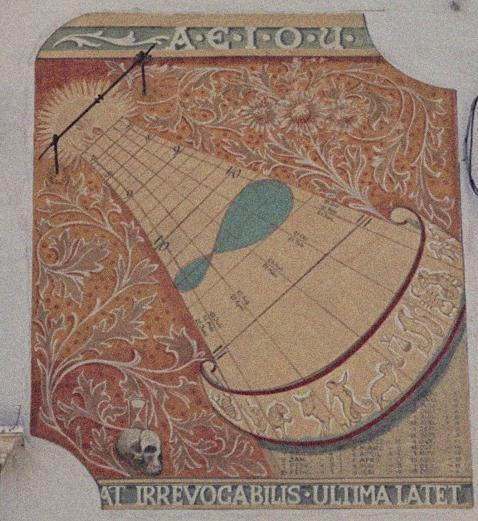
An einer Sonnenuhr in Meran
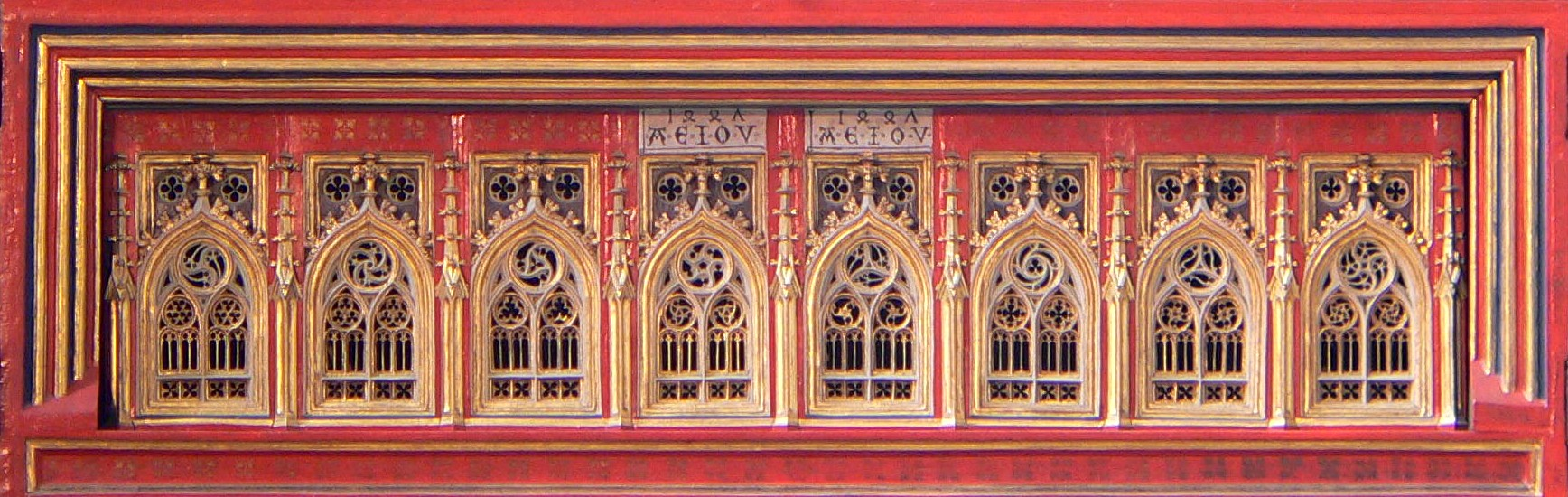
Schriftzug auf der Predella des Wiener Neustädter Altars
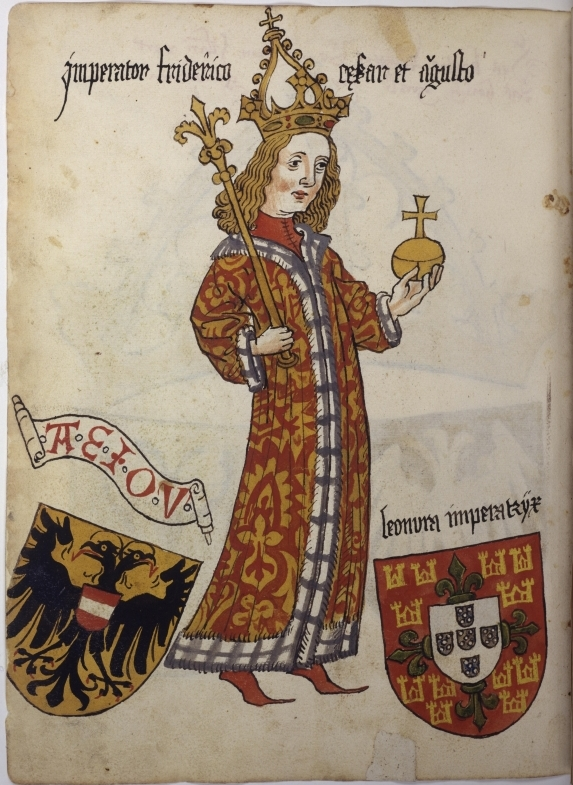
Miniatur Kaiser Friedrich III., links die Initialen AEIOU auf einem Banner, angedeuteter Fahnenschaft
Abzeichen der Theresianischen Militärakademie Wiener Neustadt mit Gründungsdatum
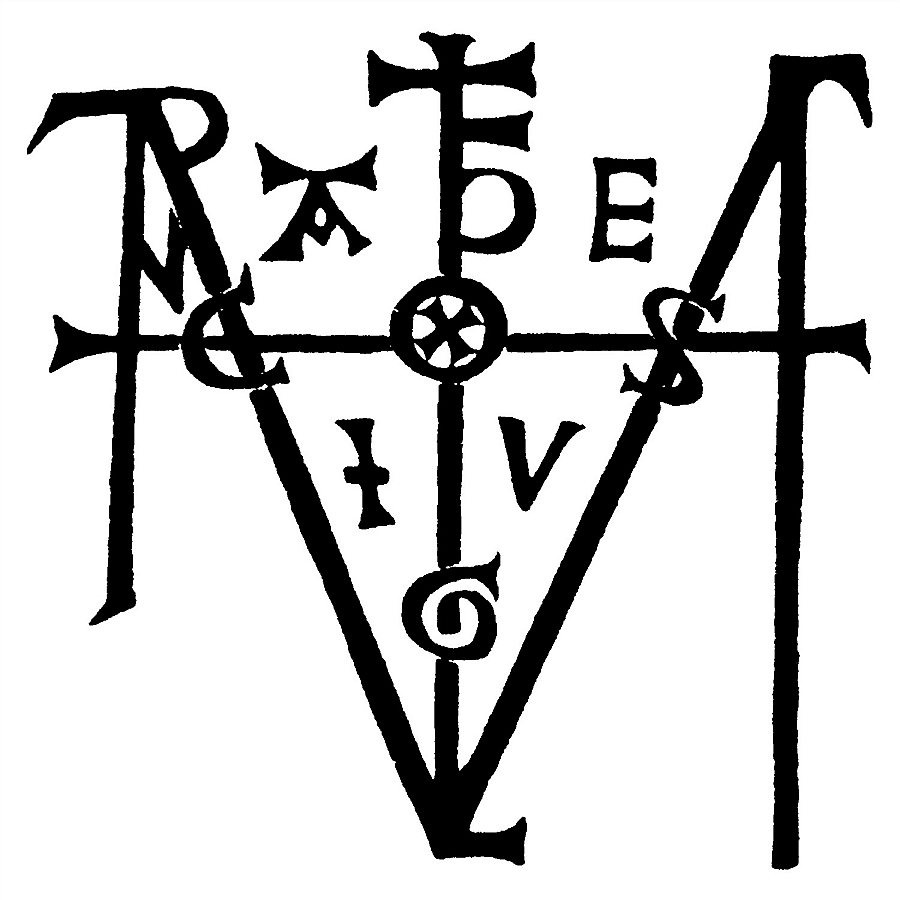
Friedrich III. Monogramm mit der Devise AEIOU
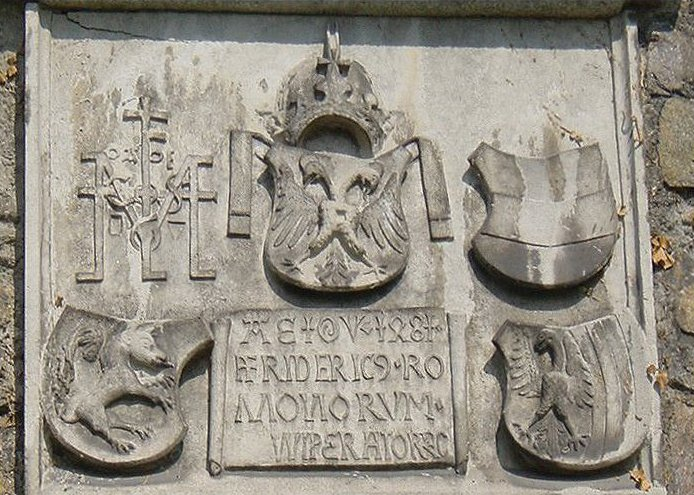
Linzer Schloss Wappenstein auf dem Friedrichstor. AEIOU links oben im Monogramm und mittig unter dem Wappen
Wappenbuch des kaiserlichen Herolda Hendrik van Hessel, oben das AEIOU, unten das ADCIP des Laidislaus Postumus
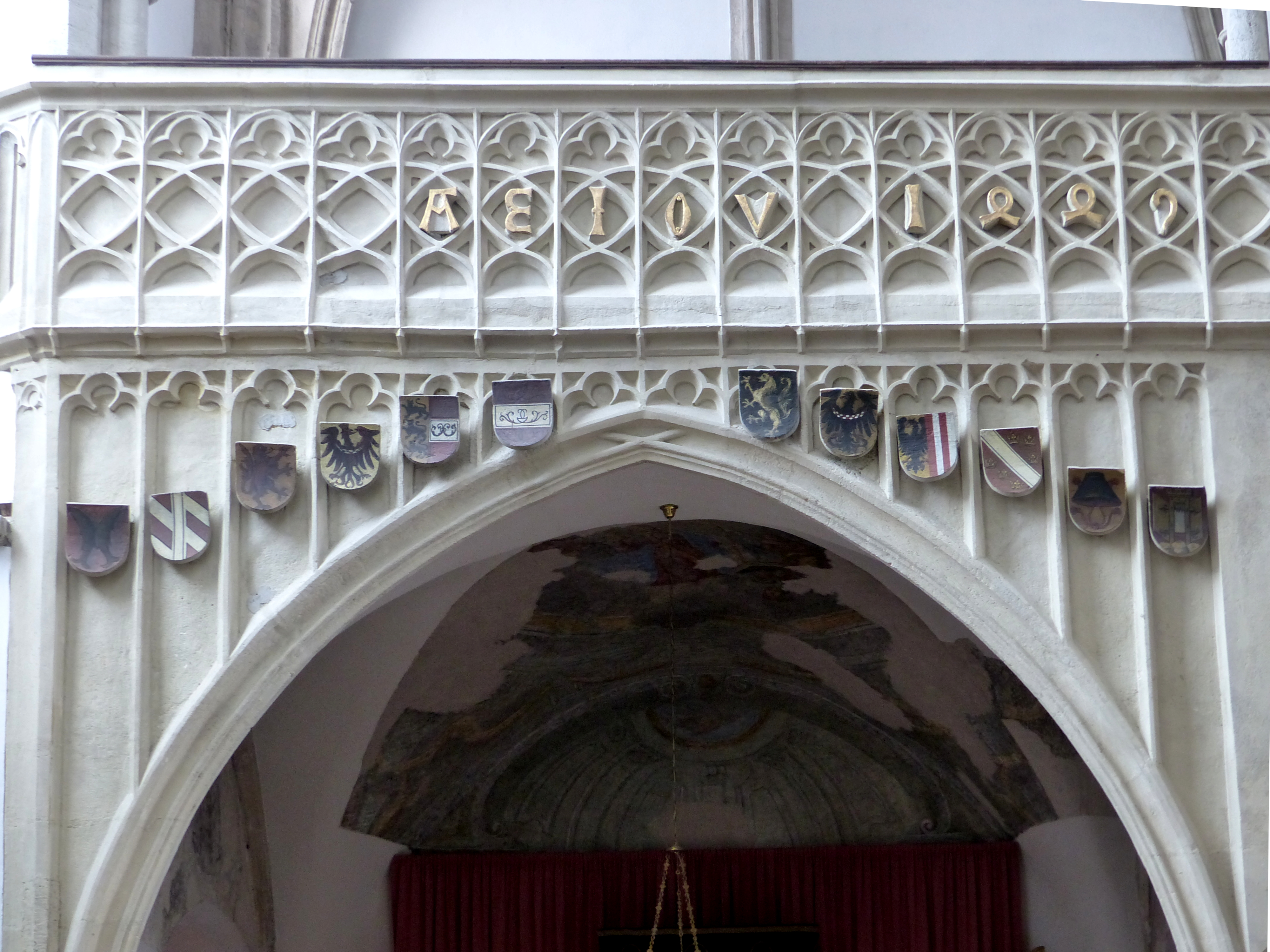
Wiener Neustädter Dom - Kaiserempore